# Каліна (Гнезненський повіт)
Каліна (пол. Kalina) — село в Польщі, у гміні Ґнезно Гнезненського повіту Великопольського воєводства.
Населення — 167 осіб (2011).
У 1975-1998 роках село належало до Познанського воєводства.

## Демографія
Демографічна структура станом на 31 березня 2011 року:
|          | Загалом | Допрацездатний вік | Працездатний вік | Постпрацездатний вік |
| -------- | ------- | ------------------ | ---------------- | -------------------- |
| Чоловіки | 83      | 21                 | 58               | 4                    |
| Жінки    | 84      | 24                 | 51               | 9                    |
| Разом    | 167     | 45                 | 109              | 13                   |